# كارلوس دانيال تابيا
كارلوس دانيال تابيا (بالإسبانية: Carlos Daniel Tapia)‏ (من مواليد 20 أغسطس 1962 في سان ميغيل، بوينس آيرس):لاعب كرة قدم أرجنتيني سابق.
بدأ اللعب مع ريفر بليت في عام 1981، ثم دعاه المدرب ألفريدو دي ستيفانو ليعب مع الفريق الأول، ليحل محل أسطورة كرة القدم نوربيرتو ألونسو.
في عام 1985 اراد الانتقال إلى بوكا جونيورز. وكان ضمن تشكلية المنتخب الأرجنتيني الذي فاز بكأس العالم عام 1986، على الرغم من انه لعب فقط بضع دقائق خلال البطولة. وهو واحد من اثنين من لاعبي بوكا الذين فازوا بكأس العالم 1986 مع المنتخب الأرجنتيني واللاعب الآخر هو خوليو اولرتيكوكييا.
هو اللاعب الوحيد في تاريخ بوكا جونيورز الذي احرز بطولة الدوري اربع مرات مع النادي، وقد ساعد الفريق في آخر فترة وجوده للفوز في الدوري الأرجنتيني عام 1992 حيث حقق الفريق أول لقب له في الدوري منذ 11 عاما. وفاز أيضا مع بوكا ببطولة كوبا اورو عام 1993. لعب ما مجموعه 217 مباراة لبوكا في جميع المسابقات، وسجل 46 هدفا لهم.

## وصلات خارجية
- كارلوس دانيال تابيا على موقع الاتحاد الدولي (مؤرشف)  (الإنجليزية)
- كارلوس دانيال تابيا على موقع قاعدة بيانات كرة القدم.إي يو (الإنجليزية)
- كارلوس دانيال تابيا على موقع ناشيونال فوتبول تيمز (الإنجليزية)

- (بالإسبانية) BDFA profile